# Olympische Sommerspiele 2024/Teilnehmer (Bolivien)
| Gelbes Symbol für Goldmedaillen mit stilisierten Olympischen Ringen | Graues Symbol für Silbermedaillen mit stilisierten Olympischen Ringen | Braundes Symbol für Bronzemedaillen mit stilisierten Olympischen Ringen |
| ------------------------------------------------------------------- | --------------------------------------------------------------------- | ----------------------------------------------------------------------- |
| —                                                                   | —                                                                     | —                                                                       |

Bolivien nahm an den Olympischen Spielen 2024 vom 26. Juli bis zum 11. August 2024 in Paris teil. Es war die insgesamt 16. Teilnahme an Olympischen Sommerspielen.

## Teilnehmer nach Sportarten

### Leichtathletik
Als einziger bolivianischer Leichtathlet konnte Héctor Garibay im Marathon eine Olympianorm des Weltverbandes erreichen.
Laufen und Gehen
| Athleten         | Wettbewerb | Qualifikationslauf | Qualifikationslauf | Vorlauf | Vorlauf | Halbfinale    | Halbfinale    | Finale        | Finale        | Rang |
| Athleten         | Wettbewerb | Zeit               | Rang               | Zeit    | Rang    | Zeit          | Rang          | Zeit          | Rang          | Rang |
| ---------------- | ---------- | ------------------ | ------------------ | ------- | ------- | ------------- | ------------- | ------------- | ------------- | ---- |
| Frauen           |            |                    |                    |         |         |               |               |               |               |      |
| Guadalupe Tórrez | 100 m      | 11,60 s            | 3                  | 11,68 s | 8       | ausgeschieden | ausgeschieden | ausgeschieden | ausgeschieden | 56   |
| Männer           |            |                    |                    |         |         |               |               |               |               |      |
| Héctor Garibay   | Marathon   | —                  | —                  | —       | —       | —             | —             | 2:15:54 h     | 60            | 60   |

### Schwimmen
| Athleten                | Wettbewerb    | Vorlauf     | Vorlauf | Halbfinale    | Halbfinale    | Finale        | Finale        | Rang |
| Athleten                | Wettbewerb    | Zeit        | Rang    | Zeit          | Rang          | Zeit          | Rang          | Rang |
| ----------------------- | ------------- | ----------- | ------- | ------------- | ------------- | ------------- | ------------- | ---- |
| Frauen                  |               |             |         |               |               |               |               |      |
| María José Ribera       | 50 m Freistil | 26,07 s     | 28      | ausgeschieden | ausgeschieden | ausgeschieden | ausgeschieden | 28   |
| Männer                  |               |             |         |               |               |               |               |      |
| Esteban Núñez del Prado | 200 m Lagen   | 2:08,10 min | 23      | ausgeschieden | ausgeschieden | ausgeschieden | ausgeschieden | 23   |